# Cerodontha iridophora
Cerodontha iridophora är en tvåvingeart som beskrevs av Spencer 1973. Cerodontha iridophora ingår i släktet Cerodontha och familjen minerarflugor. Inga underarter finns listade i Catalogue of Life.